# ClearOne
ClearOne ist ein amerikanischer Hersteller von Mikrofonen und Audiokonferenz-Software mit Sitz in Salt Lake City.
2012 wurde die israelische VCON übernommen.